# 東舞鶴公園野球場
東舞鶴公園野球場（ひがしまいづるこうえんやきゅうじょう）は京都府舞鶴市の東舞鶴公園内にある野球場である。
1976年（昭和51年）に舞鶴市が建設すると、京都府北部で唯一の本格的、大型野球場として高校野球のみならず、プロ野球の二軍戦などが行われている。また土曜・日曜・休日等には市民野球や少年野球の大会なども開かれる。通称は舞鶴球場。
2006年（平成18年）から指定管理者制度を導入し、2023年（令和5年）現在は舞鶴スポーツネットワークが当球場の指定管理を受けている。

## 沿革
- 1976年（昭和51年） - 起工。
- 2006年（平成18年）4月1日 - 舞鶴市コミュニティ振興公社が指定管理者となる。
- 2009年（平成21年）4月1日 - 特定非営利活動法人ガバナンス舞鶴が指定管理者となる。
- 2010年（平成22年） - 電光掲示板化の工事が完成する。
- 2019年（平成31年）4月1日 - 舞鶴スポーツネットワークが指定管理者となる[1]。

## 施設概要
- 両翼: 92 m
- 中堅: 120 m
- 収容人数: 約10,000人
- 内野: 土、外野: 天然芝
- ナイター設備なし

備考

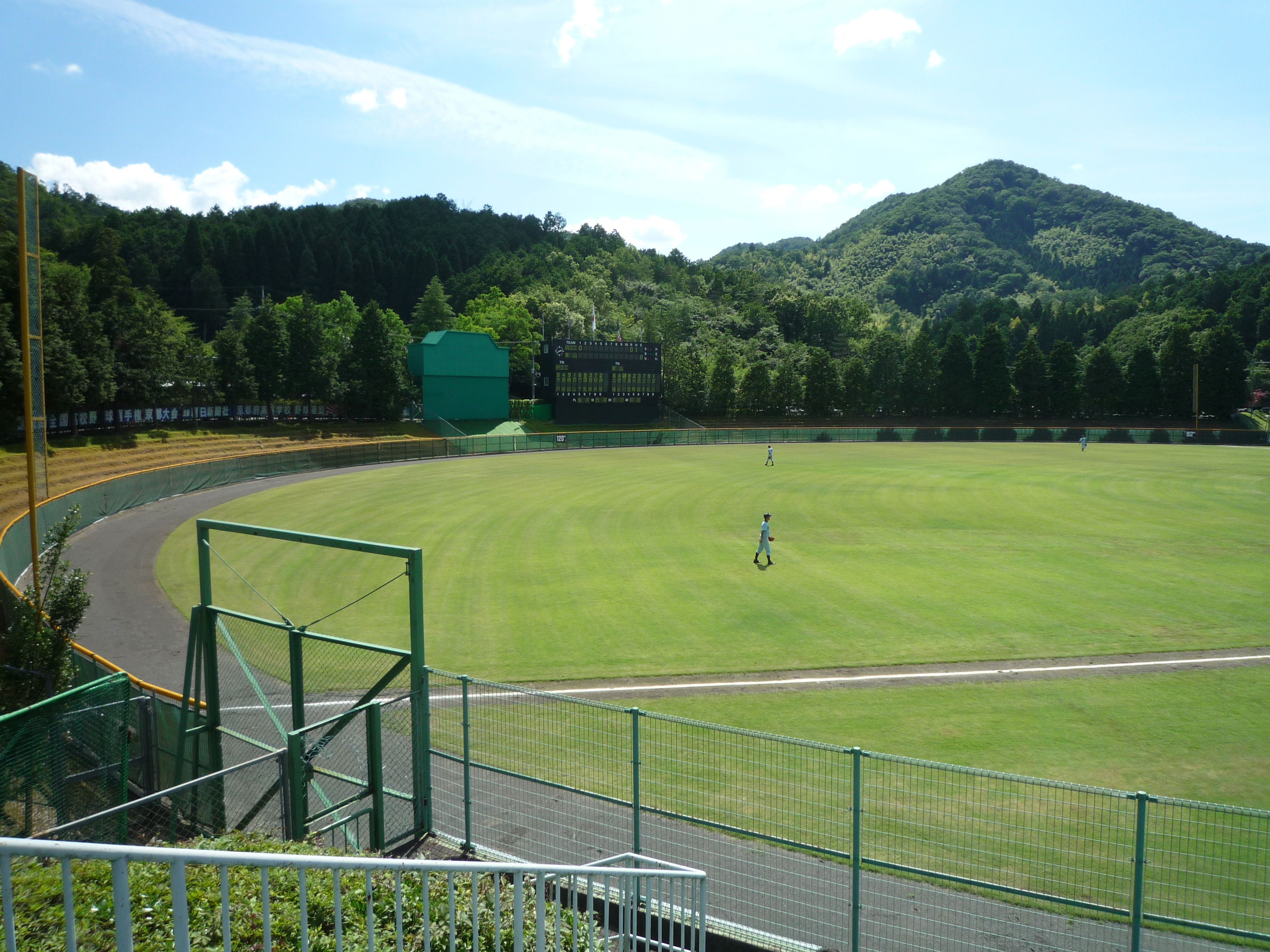
外野（2010年7月）

京都府北部では最大の設備であり、収容人数も最大である。幾度かナイター設備の導入が検討されているが、現在のところ実現には至っていない。また水はけの良好なグランドであり、雨天による試合中止が比較的少ない球場でもある。

## 高校野球
全国高等学校野球選手権京都大会の北部地域では舞鶴、綾部、宮津、福知山の4会場が持ち回りで開催するため、舞鶴球場で開催されるには4年に1度である。最近の開催年は、2002年、2006年、2010年、2014年。

## 交通アクセス
- JR舞鶴線・WILLER TRAINS宮津線（宮舞線）西舞鶴駅またはJR舞鶴線・小浜線東舞鶴駅下車、両駅より京都交通。「丸山口」停留所下車、徒歩7分[2]。